# HMS Queen Elizabeth (1913)

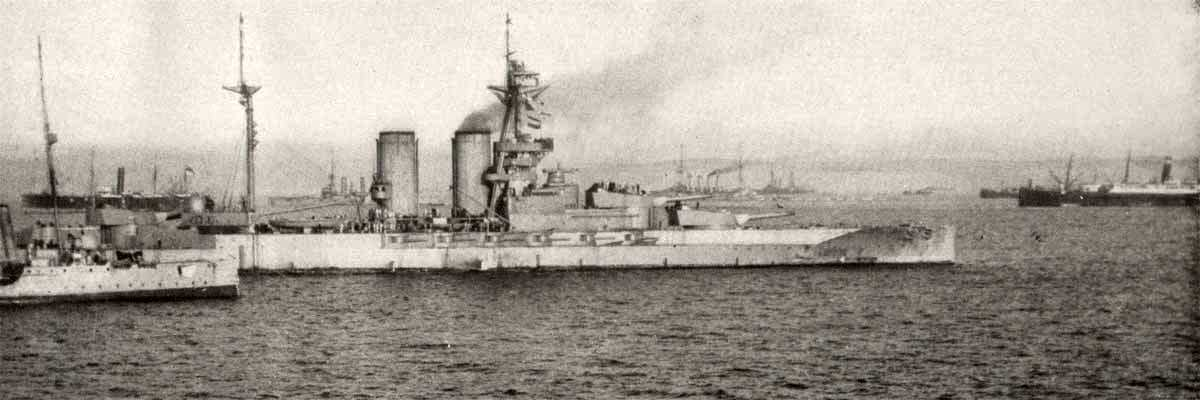
HMS Queen Elizabeth in 1913

HMS Queen Elizabeth (00) was een slagschip en de naamgever van de Queen Elizabeth-klasse van de Britse Royal Navy. Het slagschip was genoemd naar koningin Elizabeth I van Engeland en deed zowel tijdens de Eerste als tijdens de Tweede Wereldoorlog dienst.

## Aanloop
Winston Churchill was een belangrijke drijvende kracht achter de schepen van de Queen Elizabeth-klasse. Voor zijn komst had de Britse Admiraliteit al 18 dreadnought slagschepen besteld, deze waren bewapend met kanonnen met een kaliber van maximaal 13,5 inch. In 1912 moest Churchill zijn nieuwe plannen voor de Britse vloot voorleggen, en hij besloot met een voorstel te komen voor schepen met 15 inch kanonnen, met een bereik van 35.000 yards (32 kilometer). Hierbij was wel een probleem dat deze kanonnen nog niet in productie waren en Churchill nam dus een groot risico. Als de grotere kanonnen niet door de tests kwamen, waren de investeringen in de nieuwe schepen van de Queen Elizabeth-klasse een verspilling. Het testen verliep goed en de kanonnen werden in productie genomen.
De slagschepen van de Queen Elizabeth-klasse kregen een dikke bepantsering van 13,5 inch op de belangrijkste plaatsen. Dit ging ten koste van de snelheid en sneller dan 21 knopen konden de schepen niet varen, hetgeen onvoldoende was om een vijandelijke vloot in te halen. Churchill wilde een snelheid van 25 à 26 knopen. Dit werd op twee manieren bereikt: minder kanonnen, plus het gebruik van stookolie als brandstof. De oudere dreadnoughts hadden 10 kanonnen van 12 inch (305 mm) of 13,5 inch verdeeld over vijf geschuttorens. Eén salvo had een totaal gewicht van zo’n 14.000 pounds (6350 kg). Met tien 15 inch (381mm) kanonnen zou de Queen Elizabeth-klasse in totaal 20.000 pounds (9070 kg) verschieten. Men besloot de bewapening terug te brengen tot acht kanonnen, verdeeld over vier geschuttorens. Het gewicht kon zo 2000 ton lager uitvallen en dit verschil werd gebruikt om grotere stoommachines te installeren en daarmee de snelheid te verhogen.
De marineschepen gebruikten steenkool want dit was gangbaar, en verder beschikte Engeland over voldoende steenkoolmijnen zodat de aanvoer nooit een probleem kon worden. Stookolie had echter als belangrijkste voordeel dat er meer warmte vrijkwam dan bij een gelijke hoeveelheid steenkool en zo kon de snelheid van de nieuwe schepen verder verhoogd worden. Stookolie is verder veel gemakkelijker in gebruik; het wordt verpompt zodat de schepen korter in de havens liggen om te bunkeren dan bij gebruik van steenkool het geval is. In Engeland werd geen olie gewonnen, maar Churchill kreeg toestemming om een grote reserve stookolie aan te leggen en later nam de regering een aanmerkelijk aandelenbelang in Anglo-Persian Oil Company om de olietoevoer te verzekeren. Vanaf de Queen Elizabeth-klasse varen de schepen van de Britse marine op olie.

## Eerste Wereldoorlog
De bouw van het schip begon op 21 oktober 1912 in Portsmouth. Nog tijdens de Eerste Wereldoorlog werd het schip in dienst gesteld.
Toen de Queen Elizabeth in de Middellandse Zee aan het opwerken was werd ze naar de Dardanellen gezonden om deel te nemen aan de Slag om Gallipoli. De Queen Elizabeth was het enige moderne slagschip dat aan de strijd deelnam; de overige grote schepen waren slagkruisers en verouderde slagschepen. Ze werd het vlaggenschip ten behoeve van de kustbeschietingen die voorafgingen aan de Slag om Gallipoli, en voerde de Britse slagschepen aan tijdens de beslissende slag op 18 maart 1915. Tijdens de militaire operatie bij Gallipoli op 25 april was de Queen Elizabeth het vlaggenschip van generaal Ian Standish Monteith Hamilton, de commandant van het geallieerde expeditieleger. Maar nadat HMS Goliath op 12 mei door een Turkse torpedobootjager tot zinken was gebracht werd de Queen Elizabeth meteen naar een veiligere plek gebracht.
De Queen Elizabeth werd ingedeeld bij het 5th Battle Squadron onder commando van admiraal Hugh Evan-Thomas. Het schip maakte nu deel uit van de Grand Fleet die was gestationeerd in Scapa Flow. Ze kon niet deelnemen aan de Zeeslag bij Jutland (1916) omdat ze vanwege onderhoud in de dok lag.

## Interbellum
De Queen Elizabeth was tussen 1919 en 1924 het vlaggenschip van de Atlantic Fleet. Vanaf 1924 was ze het vlaggenschip van de Mediterranean Fleet. Na een korte rustperiode keerde ze in 1927 terug naar de Mediterranean Fleet. In 1929 maakte ze deel uit van de Atlantic Fleet en een jaar later werd ze opnieuw ingedeeld bij de Mediterranean Fleet waar ze tot 1937 bleef. In de jaren dertig was ze betrokken bij de neutraliteitsvaarten tijdens de Spaanse Burgeroorlog. De Queen Elizabeth werd tussen beide wereldoorlogen twee keer gemoderniseerd. De eerste modernisering duurde van 1926 tot 1927 en de tweede van 1937 tot 1941.

## Tweede Wereldoorlog
In 1941 keerde de Queen Elizabeth terug naar de Mediterranean Fleet en nam ze in juni 1941 deel aan de evacuatie van de geallieerde troepen op Kreta. De Queen Elizabeth en haar zusterschip HMS Valiant liepen op 19 december 1941 zware averij op als gevolg van een commando-operatie door Italiaanse kikvorsmannen tijdens de aanval op Alexandrië in de haven van Alexandrië in Egypte. Negen bemanningsleden van de Queen Elizabeth sneuvelden bij deze actie.
Het schip was gestrand op de havenbedding maar had weinig averij opgelopen aan het hoofddek. De Italiaanse kikvorsmannen werden krijgsgevangen genomen. De Queen Elizabeth was nu anderhalf jaar lang uitgeschakeld. In juni 1942 vertrok de Queen Elizabeth voor verder herstel naar de Norfolk Naval Shipyard in de Verenigde Staten. Van september 1942 tot juni 1943 werd ze daar hersteld.
De Queen Elizabeth vertrok in juni 1943 weer naar Groot-Brittannië en werd ingedeeld bij de Home Fleet. Vanaf december maakte ze deel uit van de Eastern Fleet. Ze nam deel aan aanvallen op Japanse bases in Indonesië. In augustus 1945 werd ze ingedeeld bij de reservevloot.
De Queen Elizabeth werd in juni 1948 uit dienst gesteld en een maand later gesloopt.

## Schepen van deze klasse
Er werden zes schepen van de Queen Elizabeth-klasse besteld, vijf zijn er gebouwd en voor het laatste en zesde schip werd de order geannuleerd.
| Naam                | Werf                                                      | Kiel gelegd      | Tewater          | In dienst        | Uit dienst |
| ------------------- | --------------------------------------------------------- | ---------------- | ---------------- | ---------------- | --- |
| HMS Queen Elizabeth | HM Dockyard, Portsmouth                                   | 21 oktober 1912  | 16 oktober 1913  | 22 december 1914 | Gesloopt in Dalmuir aan de Clydebank in 1948                                                                         |
| HMS Warspite        | HM Dockyard, Devonport                                    | 31 oktober 1912  | 26 november 1913 | 8 maart 1915     | Tijdens de sleeptocht naar de sloper liep het aan de grond bij Prussia Cove in april 1947 Gesloopt in Marazion, 1950 |
| HMS Valiant         | Fairfield Shipbuilding and Engineering Company, Clydebank | 31 januari 1913  | 4 november 1914  | 13 januari 1916  | Gesloopt te Cairnryan in 1948                                                                                        |
| HMS Barham          | John Brown & Company, Clydebank                           | 24 februari 1913 | 31 oktober 1914  | 19 oktober 1915  | Gezonken in de Middellandse Zee na een torpedo-aanval door U 331 op 25 november 1941                                 |
| HMS Malaya          | Armstrong Whitworth, Tyneside                             | 20 oktober 1913  | 18 maart 1915    | 1 februari 1916  | Gesloopt te Faslane in 1948                                                                                          |
| HMS Agincourt       | HM Dockyard, Portsmouth                                   |                  |                  |                  | Order geschrapt in augustus 1914                                                                                     |